# Potvisklasse
Hr. Ms. Potvis was een Nederlandse klasse onderzeeboten uit het midden van de jaren 60.

## Boten
- S804 Hr.Ms. Potvis (1965) (1965-1992)
- S805 Hr.Ms. Tonijn (1966) (1966-1991)

Beide boten werden gebouwd door de Schiedamse scheepswerf Wilton-Fijenoord. In 1962 werd de kiel voor beide boten gelegd.

## Achtergrond
Het ontwerp van de boten dateert uit de jaren 50 en werd eerder toegepast in de Dolfijnklasse (in dienst gesteld in 1959). Om een grotere duikdiepte te kunnen halen dan tot dan toe mogelijk was, werd gebruikgemaakt van drie cilinders die in een driehoeksvorm in de romp lagen en onderling op enkele plaatsen waren verbonden. In de twee onderste cilinders was de voortstuwing ondergebracht en in de bovenste cilinder, die een grotere diameter had, de bemanningsverblijven en de operationele ruimten. Zo werd de maximale duikdiepte 350 meter, hoewel in de praktijk nooit tot die diepte werd gedoken.
Het ontwerp week nauwelijks af van dat van de Dolfijnklasse en na de update van de twee boten uit laatstgenoemde klasse in 1965-67 waren de vier boten uit beide klassen nagenoeg identiek.
De boten werden in 1992 resp. 1991 uit dienst gesteld, om opgevolgd te worden door vier onderzeeboten uit de Walrusklasse. De Potvis werd in 1994 gesloopt; de Tonijn ligt sinds 1994 naast het Marinemuseum in Den Helder en kan daar bezichtigd worden.